# Битва под Оршей
Битва под Оршей — сражение 8 сентября 1514 года в ходе русско-литовской войны 1512—1522 годов, в котором русское войско во главе с воеводами Иваном Челядниным и Михаилом Булгаковым-Голицей противостояло объединённым войскам Великого княжества Литовского и Королевства Польского под началом великого гетмана литовского Константина Острожского и польского надворного гетмана Януша Сверчовского.
Битва окончилась тактической победой польско-литовского войска и отступлением русской армии, однако стратегическое значение битвы оказалось скромным. Цель польско-литовского похода — возвращение только что утраченного Смоленска — достигнута не была, и успехи ограничились лишь занятием нескольких малых пограничных крепостей. Тем не менее битва была широко распропагандирована королём Сигизмундом I для укрепления своего авторитета в Европе, пошатнувшегося после потери Смоленска.

## Ход войны перед сражением

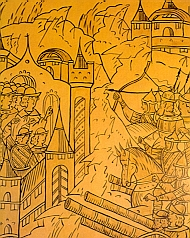
Осада Смоленска 1514 года

Осенью 1512 года войска Русского государства начали войну, выступив под Смоленск, осада которого (декабрь 1512 — февраль 1513) не дала результатов. Такой же безрезультатной была и осада Смоленска летом 1513 года. Для третьей осады Василий III собрал большую армию, в которую, кроме тяжёлой осадной артиллерии, был включён новый для армии Русского государства род войск — пищальники. Общее руководство кампанией осуществлял Даниил Щеня, смоленской операцией руководил Михаил Глинский. После месячной осады и продолжительного артиллерийского обстрела из 144 (по другим сведениям из 300) орудий город прекратил сопротивление. Войска Русского государства начали продвижение вглубь территории ВКЛ. На оршанском направлении в это время действовал отряд воеводы Шадрина, состоящий из нескольких сотен дворянской конницы. После капитуляции Смоленского гарнизона в этот район были направлены отряды князя Михаила Глинского в 1000 человек и отряд князя Михаила Булгакова-Голицы из новгородских и псковских детей боярских. Эти летучие отряды («загоны») занимались разорением территории противника и сбором разведывательной информации. Тем временем Глинский изменил Василию III и сообщил Сигизмунду I о составе русских войск и маршруте их продвижения. Причиной измены Герберштейн называет то, что Глинский был недоволен тем, что Василий III обещал ему Смоленск в вотчину, но обещания своего не исполнил; по другим данным Василий обещал ему не Смоленск, а княжество в Литве. Вскоре отряды русской армии взяли Дубровно и выдвинулись в район Орши, а далее к Друцку, который тоже был взят.
Основные силы русской армии концентрировались около Смоленска. После взятия города сам государь Василий Иванович с главной армией «надвигся к Дорогобужу, а многих князей и воевод с силою постави от литвы по дорогам к Смоленску стерегучи». После ареста князя Глинского стало известно про его сношения с королём Сигизмундом и о том, что Сигизмунд теперь точно знает количество русских войск. Возникла необходимость срочно собирать рассеянные «загонные» отряды. С этой целью Василий III «… по изменников Глиньского ссылке для его споны послал на Дрютские поля со князем Михаилом (Булгаковым) снятися бояр своих Григория Фёдоровича да конюшего и боярина своего Ивана Андреевича и иных воевод с людми своего дела беречи… а велел им постояти на Нёпре». Воеводы должны были собрать рассредоточенные загонные отряды. После этого Василий III приказывал «всем воеводам за собою идти».
Армия короля польского и великого князя литовского Сигизмунда двигалась от Минска к Борисову. Достигнув Борисова, Сигизмунд провёл смотр своей армии на Борисовских полях. После смотра армия под командованием великого гетмана литовского Константина Острожского и гетмана надворного Короны Польской Януша Сверчовского выступила к Орше. Зная из сообщения Глинского о количестве и составе русских войск на оршанском направлении, король, оставшийся в Борисове, оставил при себе отряд в 4000 человек.

## Силы сторон

### Армия Русского государства

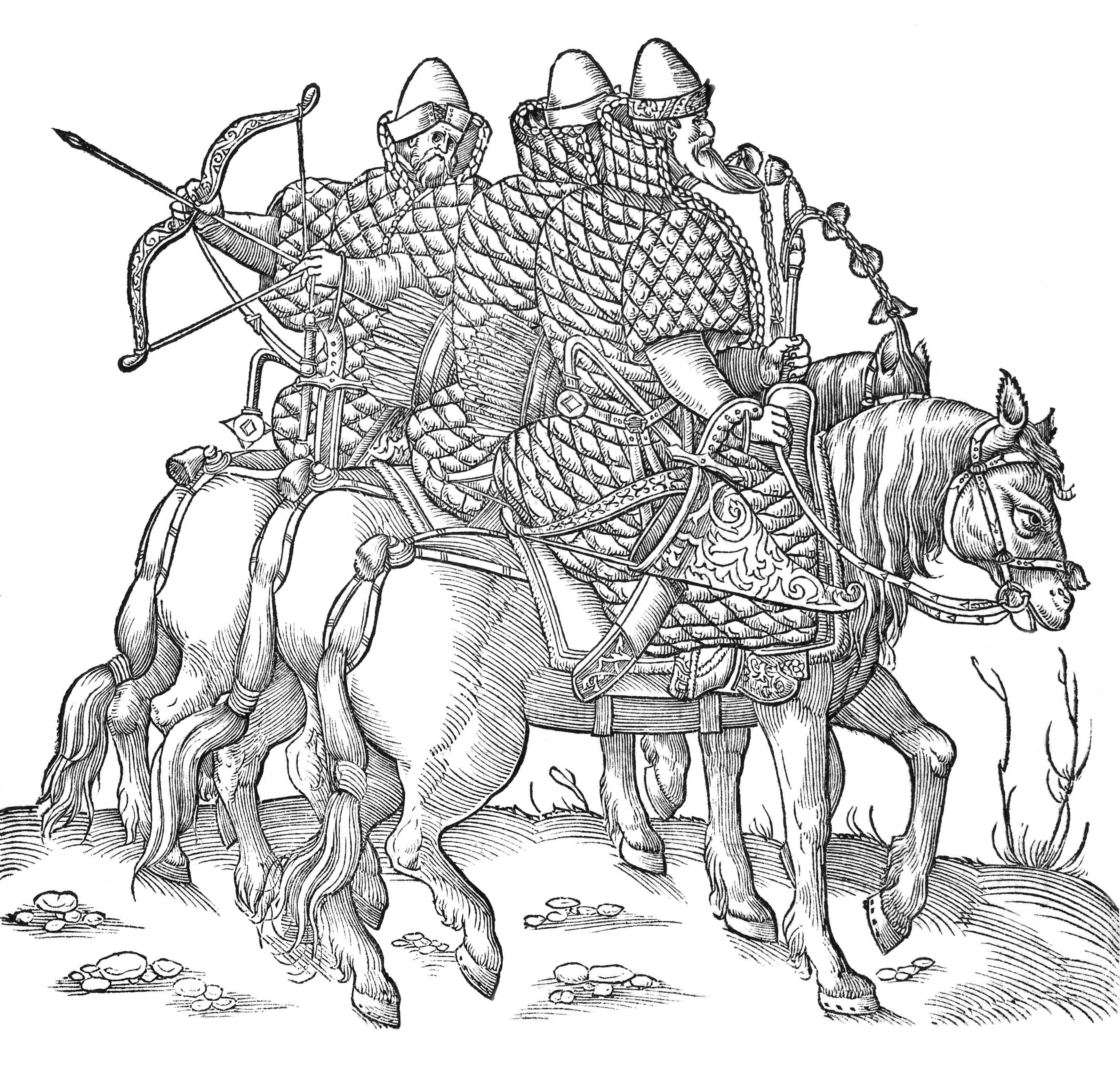
Русские всадники XVI века. Гравюра Сигизмунда Герберштейна

Войско Русского государства в этот период находилось в переходной стадии. Резко возросла роль поместной дворянской конницы, находившейся на службе у русского государя. Значительную роль продолжали играть «городовые полки», состоявшие из городских ополчений. Ядром этих полков была «московская рать», состоявшая из жителей Москвы. Организация русской армии оставалась прежней: она делилась на полки — большой, правой и левой руки, сторожевой и засадный. Во главе полков стояли полковые воеводы, по несколько на полк. Во главе всего войска великий князь ставил большого воеводу.
Остаётся неясным вопрос о верховном командовании армией под Оршей. В разрядных списках значатся два воеводы Большого полка: «в большом полку быти боярину князю Михаилу Ивановичу Булгакову да конюшему Ивану Андреевичу (Челяднину)». Таким образом, Челяднин был вторым воеводой, а Булгаков первым. Есть основания предположить, что после объединения ратей под Оршей воеводы должны были поменяться местами. Одновременно и иностранные источники не дают прямого ответа на вопрос о верховном командовании. В некоторых источниках большим воеводой назван Челяднин, в других Булгаков. Выше всех по своему статусу был воевода Григорий Челядин-Давыдов. Летописи сообщают, что Челядин-Давыдов находился в расположении армии перед битвой, но ни один источник не сообщает о его участии в битве. Вероятно, Челядин-Давыдов находился в армии с инспекцией и покинул расположение войск до битвы.
Традиционно называется следующая диспозиция полков перед битвой. Большой полк под командой Челяднина состоял из трёх воеводских полков: полка самого Челяднина в составе из муромских детей боярских, полка Григория Челядина-Давыдова из великокняжеского двора и полка Ивана Дмитриевича Пронского из тульских детей боярских. Передовой полк состоял из двух воеводских полков: Ивана Темка-Ростовского из костромских детей боярских и Никиты Васильевича Оболенского из помещиков Бежецкой пятины. Полк правой руки состоял из трёх воеводских полков: полка Михаила Булгака-Голицы из помещиков Шелонской пятины и полков князей Андрея и Дмитрия Ивановичей Булгаковых из помещиков Водской пятины. Полк левой руки из двух воеводских полков: Андрея Оболенского из помещиков Обонежской пятины и полка Дмитрия Васильевича Китаева и мирзы Сивиндука с мещерскими татарами.

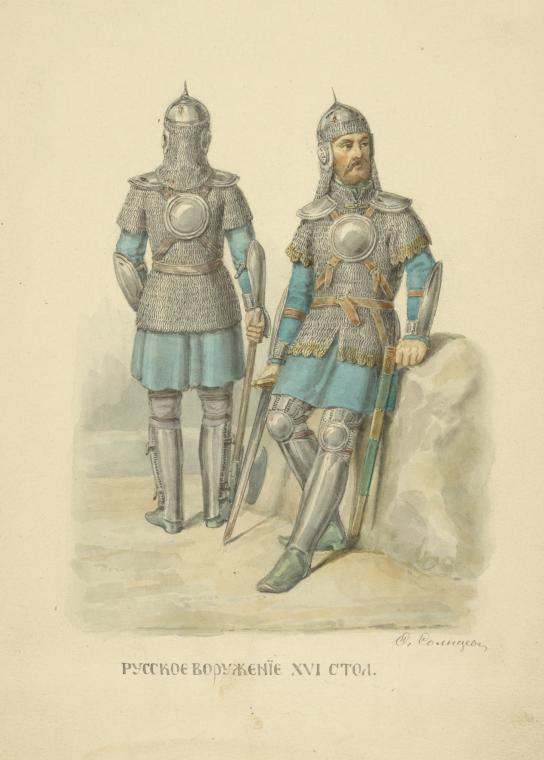
Вооружение русского пешего воина XVI века. Реконструкция Ф. Г. Солнцева на основе доспехов из собрания Оружейной палаты, 1869.

Вопрос численности армии на Друцких полях остаётся открытым. Нарративные польско-литовские источники называют огромную численность армии. Король Сигизмунд в своей эпистоле папе Льву X сообщает про «орду московитов» в 80 тыс. человек. Польский историк XVI века Станислав Сарницкий сообщает только о численности полка правой руки, который, по его сведениям, состоял из трёх гуфов и насчитывал 12 тыс. человек. Князь Михаил Глинский также завербовал для русского государя в ливонских землях небольшое число наёмников. При этом из летописей, сообщений современников и трудов историков, утверждающих о 70-80-тысячном русском войске, остаётся совершенно неясным, почему при таком явном численном перевесе русских войск Сигизмунд, которому точная численность войска противника была известна из сообщений М. Глинского, оставил при себе 4-5-тысячный корпус, что составляло около 15 % от общей численности его армии. Русские летописи — Софийская II и Новгородская по списку П. П. Дубровского отмечают численное превосходство польско-литовских войск. Современный польский историк Т. Бохун отмечает, что «легкомыслием было бы принять данные пропаганды Сигизмунда, которая оценивает армию Челяднина в 80 тыс. человек». По мнению польского исследователя М. Гембаровича, численность русского войска составляла около 40 тысяч. По оценкам польского историка З. Жигульского — около 70 тысяч. По замечанию М. М. Крома: «Настойчиво повторяемая в польских источниках цифра — 80 тысяч разбитых под Оршей московитов — призвана была подчеркнуть доблесть победителей и явилась одним из элементов развёрнутой при ягеллонском дворе шумной пропагандистской кампании».
Общую численность русских вооружённых сил в XVI веке оценивают от 40-50 до 100—150 тысяч человек, которые составляли предел мобилизационных возможностей. Характеризуя военную ситуацию в первой половине XVI века, В. В. Пенской замечает: «Естественно, что действующая армия в любом случае всегда будет составлять только часть от общей численности всех вооружённых сил государства. Опять же, применительно к России того времени, это обстоятельство имеет особое значение, если принять во внимание тот факт, что с 1507 по 1552 гг. ей приходилось порой сражаться на три главных фронта — против Великого княжества Литовского и ханств Крымского и Казанского, — имея в качестве потенциальных противников также ещё Ливонский орден и Швецию…». Американский историк Д. Смит, анализируя состояние военного дела в XVI веке и характер действия армии на поле, полагает, что численность русской полевой армии не могла превышать 35 тысяч человек.
Российский историк А. Н. Лобин произвёл подсчёт численности армии под Оршей, основываясь на мобилизационной способности тех городов, люди которых находились в войсках. Историк указывает на то, что в войсках, кроме детей боярских Государева двора, были люди 14 городов: Новгорода, Пскова, Великих Лук, Костромы, Мурома, Боровска, Твери, Волока, Рославля, Вязьмы, Переяславля, Коломны, Ярославля и Стародуба. На основе данных хорошо задокументированного Полоцкого похода 1563 года автор приводит следующее количество русских войск: 400—500 татар, около 200 детей боярских Государева полка, 3000 новгородцев и псковичей, 3600 представителей других городов, всего около 7200 дворян. С боевыми холопами численность армии составляла 13-15 тыс. человек. Учитывая потери в ходе кампании, отъезды дворян со службы, отмеченные в источниках, и людей, оставленных в Смоленске, заключает Лобин, численность армии могла составлять около 12 тыс. человек. Предложенный способ подсчёта в целом поддержали такие историки, как Брайан Дэвис (University of Texas at San Antonio, USA), Н. В. Смирнов, А. И. Панков, О. А. Курбатов, М. М. Кром, В. В. Пенской.
По поводу предложенного подсчёта М. М. Кром замечает: «… в отдельных случаях разрядные росписи походов 1560—1570-х гг. могут с успехом применяться… для реконструкции численного состава русских войск в кампаниях первой трети XVI в., как это блестяще продемонстрировал А. Н. Лобин в отношении Оршинской битвы 1514 г. … И сама предложенная методика, и полученные результаты (общая численность русской рати — до 15 тыс. человек, а с учётом неготовности воевод к бою и отсутствия в полках многих воинов — не более 12 тысяч) представляются мне весьма ценными и убедительными». Н. В. Смирнов отмечает, что приводимая Лобиным численность русской армии под Оршей является максимальным количеством войск, которым должны были располагать воеводы на момент начала Смоленской кампании. Он отмечает, что к моменту Оршанского сражения в распоряжении воевод должно было быть уже значительно меньше ратных людей: «… с самого начала похода из армии шёл постоянный отток служилых людей. Прежде всего, это были раненые и заболевшие дворяне, получавшие право покинуть действующую армию. Очень часто рядовые дети боярские отправлялись в тыл с посланиями, сеунчами, челобитными, сопровождали пленных и трофеи. В итоге, чем дольше длился поход, вне зависимости от степени его успешности, тем меньше оставалось служилых людей „по отечеству“ в составе дворянской корпорации. К моменту сражения под Оршей поход 1514 г. уже завершался, позади остались долгий марш к Смоленску и его трёхмесячная осада. Служилые „города“, отправленные из-под Смоленска в поход под Оршу, неизбежно были существенно меньшими, чем в начале похода». О. А. Курбатов так же отмечает, что предложенные Лобиным цифры характеризуют только возможный максимум русских войск под Оршей. Историк отмечает: «По крайней мере, с 1512 г. в источниках появляется понятие „лёгкие рати“, которые отправлялись в рейды по вражеской территории или для дальнего преследования. Личный состав для них специально выбирался из всех полков и включал в себя молодых, „резвых“ детей боярских с большим числом хороших коней и с конными холопами при запасных и вьючных лошадях. Похоже, что русские полки, направленные за Днепр в 1514 году, представляли собой вариант такой „лёгкой рати“. Так что наличие пленных из 15 „городов“ ни в коей мере не говорит об участии в „великой битве“ всех этих корпораций в полном составе».

### Армия Великого княжества Литовского

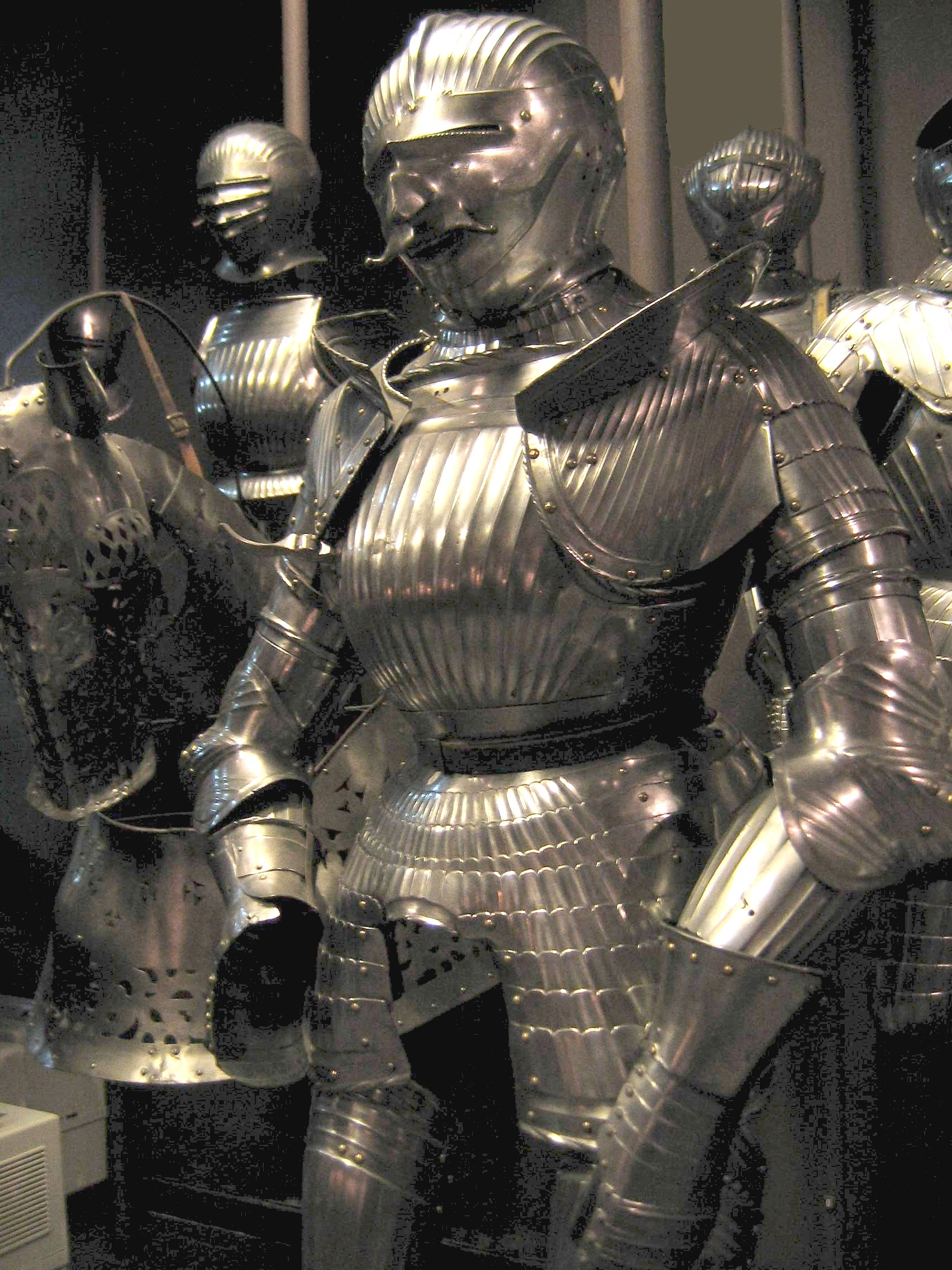
Польский максимилиановский доспех

Литовское войско также представляло собой феодальное ополчение. В 1507 году Виленский сейм постановил, что знать и вся шляхта должны в имениях переписать всех своих людей, обязанных служить, и предоставить списки в королевскую канцелярию. Такие переписи и смотры проводились регулярно. Литовское войско собиралось в «поветовые хоругви» — территориальные воинские подразделения. По иному принципу строилось польское войско. Хотя большую роль продолжало играть дворянское ополчение, поляки гораздо шире применяли наёмную пехоту, вербуя наёмников в Ливонии, Германии, Венгрии. Отличительной чертой наёмных войск было массовое применение огнестрельного оружия. Дворянское (шляхетское) ополчение состояло в основном из традиционной для Польши рыцарской конницы, снаряжённой в ранне-максимилиановские доспехи и вооружённой длинными копьями и мечами.
Общее руководство армией ВКЛ в Оршанском сражении осуществлял Константин Острожский, изменивший данной в плену присяге, Василию III, жаждущий взять реванш за разгром в Ведрошской битве и многолетний плен. Основной частью кавалерии командовал Юрий Радзивилл «Геркулес», отдельными отрядами князь Юрий Олелькович, Иван Богданович Сапега, польские отряды возглавляли Януш Сверчовский и Войцех Самполиньский.
В отличие от русской армии, литовская армия, возглавляемая Константином Острожским, делала ставку на взаимодействие всех родов войск на поле боя. Предполагалось совместное действие тяжёлой и лёгкой конницы, пехоты и полевой артиллерии. По сведениям польского историка XVI в. Мацея Стрыйковского численность объединённых сил была около 25 000 человек, в том числе около 15 000 литовского посполитого рушения, 3000 литовских господарских дворян, 5000 тяжёлой польской кавалерии, 3000 тяжёлой польской пехоты, из этого числа 4000 человек осталось в Борисове. С. Сарницкий сообщает, что в битве участвовало 2000 тяжёлой польской кавалерии, 3000 тяжёлой польской пехоты и 12 000 литовской кавалерии. По оценкам польского историка З. Жигульского, всего под командованием Острожского было около 35 000 человек, в том числе 15 000 литовского посполитого рушения, 17 000 наёмной польской конницы и пехоты с хорошей артиллерией, а также 3000 добровольческой конницы, выставленной польскими магнатами.
Проблема с численностью войск Сигизмунда до конца ещё не решена. По наблюдению историка А. Н. Лобина, есть серьёзные основания сомневаться в истинности тех цифр, которые были озвучены королевской канцелярией. Окружная грамота короля Сигизмунда о выступлении в поход от 24 мая 1514 года затрагивала земли ВКЛ, на которых можно было мобилизовать 16 000 войск. Мобилизация шла очень медленно, к 18 июля по реестрам в распоряжении короля оказалось всего 2000 человек. Большинство шляхты игнорировало приказ о мобилизации. К концу августа в Минск собрались около 7000—8000 человек.
Одновременно происходил сбор наёмников. Но здесь своё слово сказало неудовлетворительное состояние казны. На Петроковском сейме было решено нанять не 12 000, как планировали ранее, а только 7000 наёмников. 29 апреля было выделено жалование на 2063 конных и 2000 пеших наёмников, а 20 мая ещё на 1600 конных и 1000 пеших. Всего на войну выступило 20 конных и 15 пеших рот (6663 человека). Ещё три роты нагнали войска позже. От Короны Польской выступили надворная королевская хоругвь Войцеха Самполинского и отряд Яна Тарновского. Таким образом, по подсчётам кандидата исторических наук А. Н. Лобина, общая численность армии Сигизмунда равнялась примерно 16 000 человек, а за вычетом войск, оставшихся с королём в Борисове, в битве при Орше принимали участие около 12 000 человек. В Борисове король оставил около 4000 человек из литовских радных панов и их почты.

## Ход сражения

Схема Оршанской битвы

Перейдя Березину 27 августа 1514 года, польско-литовская армия сбила с позиций русские сторожевые отряды на реке Бобр, а авангард армии ВКЛ под руководством И. Б. Сапеги нанёс поражение русским сторожевым отрядам на реке Друть. Узнав о приближении противника, основная группировка русских войск отошла с Друцких полей, переправилась на левый берег Днепра и расположилась между Оршей и Дубровно, на реке Крапивне (совр. Крапивенка, приток Днепра).
После этого, по сообщению польских и русских источников, Острожский начал переговоры с русскими воеводами. Во время переговоров польско-литовские войска произвели переправу на Днепре (некоторые источники ошибочно указывают находящуюся в ста километрах Березину). По сообщению «томицианских актов», во время переговоров войска Острожского «оставили на этом берегу (Днепра) у входа на брод некоторое количество легковооружённых воинов, которые гарцевали и давали московитам себя рассмотреть, создавая у них впечатление присутствия армии, тогда как войско короля не оставалось на месте, а в другом месте делало мост из челнов и брёвен, переправляло на другой берег Борисфена бомбарды, военные машины и пехоту…».
В ночь на 8 сентября литовская конница переправилась через Днепр и прикрыла наводку мостов для пехоты и полевой артиллерии. С тыла у великого гетмана литовского Константина Острожского была река, правый фланг упирался в болотистую речку Крапивну. Своё войско он построил в две линии. В первой линии стояла конница. Польские латники составляли всего лишь четвёртую часть её и располагались в центре, являя собой его правую половину. Вторую половину центра и оба фланга составляла литовская конница. Во второй линии встала пехота и полевая артиллерия.

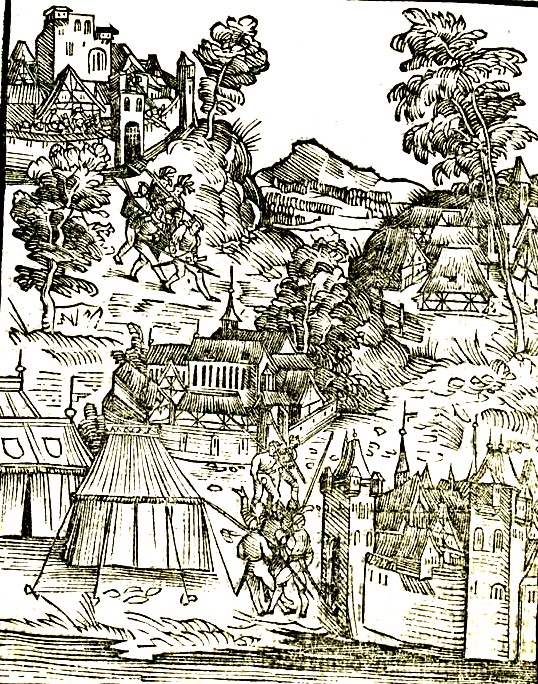
Иаков Писо, Битва Великого княжества Литовского с Московией, 1514

Русское войско построилось в три линии для фронтального удара. Два больших конных отряда встали по флангам несколько в отдалении, чтобы охватить противника, прорваться ему в тыл и окружить.
Вот что сообщает Псковская третья летопись, подражая «Слову о полку Игореве»:
Бысть побоище великое под Оршею москвичам, и воскликаша и возопиша жены орешанки на трубы московския, и слышати быте стуку и грому велику между псковичами и Литвою; и вдаришася бояре и князи руския с дивные удальцы сыновами рускими на сильную рать литовскую, и треснули копья московские, и гремятъ мечи булатные о шеломы литовския на поле оршинскомъ.
Бой начался атакой полка Правой руки под командой князя Михаила Булгакова. Князь действовал по собственной инициативе, без согласования с Челядниным, с которым у него был местнический спор. Он атаковал левый фланг польско-литовского войска. Голица рассчитывал лишить противника манёвра, атаковать фланг и зайти в тыл. Первоначально атака развивалась успешно. В результате атаки даже было убито двое представителей знатных польско-литовских родов: Ян Зборовский и сиятельный барон Слупецкий. Надворная королевская хоругвь Войцеха Самполинского и польский отряд Яна Тарновского пытались контратаковать полк Булгакова, но безуспешно. Наконец в контратаку пошла гусария под командой самого надворного гетмана Януша Сверчовского. Атака полка Булгакова захлебнулась. Русские летописи сообщают, что Челяднин из зависти не помог Голице. «И нача первое биться князь Михайло Голица…, а Иван Андреевич в зависти не поможе князю Михаилу. И бившеся много и разступившись розно».
После провала атаки полка князя Булгакова Челяднин ввёл в бой основные силы. Передовой полк под командой князя Ивана Тёмка-Ростовского атаковал позиции пехоты противника. Левофланговый отряд князя Ивана Пронского пошёл в атаку на правый фланг литовского посполитого рушения Юрия Радзивилла. Сигизмунд Герберштейн в своих «Записках о Московии» (1549) пишет, что литовцы после упорного сопротивления намеренно обратились в бегство и навели противника в узкое место между оврагов и ельником под свои пушки. Залп литовской артиллерии стал сигналом для общей контратаки. «И вдругие Литва пришла на Ивана Андреевича, и начать Иван Андреевич своим полком битися с Литвою». Теперь, как сообщают летописи, уже князь Булгаков не пришёл на помощь, «князь Михайло Ивану Андреевичу не поможе». Острожский перенёс огонь артиллерии вглубь русского строя.
Сражение было решено польскими латниками, которые повторили свою атаку, но теперь ударили на главные русские силы. Полки Челяднина обратились в бегство. Часть отступающих войск оказалась зажатой на берегу Крапивны, где и понесла основные потери. Как сообщает Псковская летопись: «Иные побегоша к Смоленску, а иные в реки непроходимые забегоша».
Герберштейн рассказывает, что пытаясь переправиться через Крапивну (которую он называет Cropiwna), московиты тонули в ней в таком количестве, что заставили её выйти из берегов.
Станислав Гурский так описывал поле боя: «В этом бегстве произошло избиение московитов. На поле были видны претерпевшие убийство тела, с вытекшей на землю кровью, лежащие без голов, рук или ног, а у иных голова была разбита молотом или рассечена надвое, у кого обнажён позвоночник, у кого выпали кишки, у кого отсечено от тела плечо с рукой, у кого разбиты мечом лицо или рот, кто разрублен от головы до пупа, в ком торчало копьё, кто стонал, кто испускал дух, кто раздавлен конями, кто завален огромными тушами лошадей».

## Потери сторон

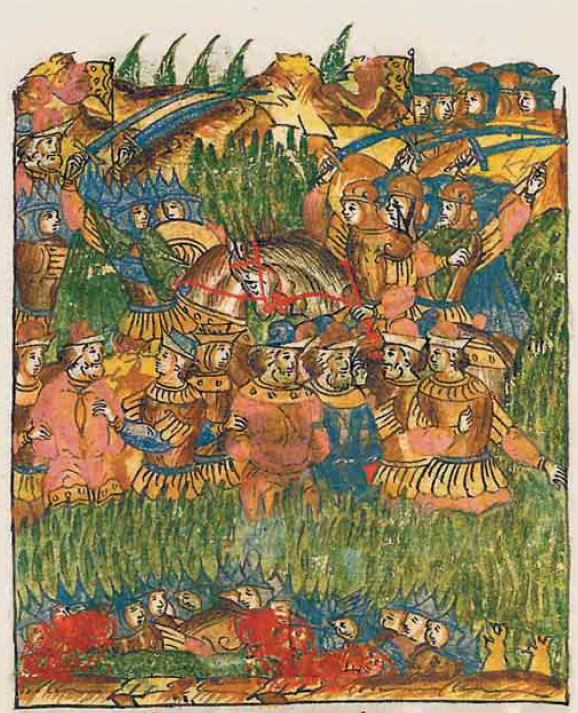
«Оршанский бой» на миниатюре Лицевого летописного свода

### Русские потери
Король и великий князь Сигизмунд I в письмах европейским государям, в том числе извещая ливонского ландмейстера Тевтонского ордена об Оршанской победе, писал, что литовцы взяли в плен 8 верховных воевод, 37 второстепенных начальников и 1,5 тыс. дворян, всего убитых и пленных «московитов», по сообщению короля, было 30 тыс. из 80-тысячного войска. В письме к своему послу в Риме архиепископу Яну Ласкому, Сигизмунд I сообщает, что убитых было 16 тысяч, то есть в плен попало 14 тысяч «московитов». При этом Сигизмунд заявлял, что «московиты» — не христиане, а жестокие варвары, относящиеся к Азии и сговорившиеся с турками и татарами разрушить христианский мир.
В XIX и XX веке эти источники без всякой критики перенимались многими историками, писавшими о битве под Оршей. В наше время числа подвергаются сомнению и пересмотру, в том числе и польскими историками. Как пишет Томаш Богун, сведения короля нельзя признать достоверными.
Польские и литовские источники поимённо называют всего 611 (по русским источникам — 370) пленных из числа знатных воевод, бояр и детей боярских, захваченных в войне 1514 года. Судьба остальных тысяч пленных, которые оказались в частных руках, в этих источниках не освещается, но указывается, что учёт этих пленных не вёлся из-за большого их количества. Пленные были отпущены только в 1552 году. Гибель левофлангового конного отряда русской армии сомнений не вызывает, но вряд ли он состоял из 30 тыс. человек. А остальное русское войско, преимущественно конное, после удара польских латников, скорее всего, рассеялось, понеся потери. О тяжести поражения может свидетельствовать то, что из 11 больших воевод в плен попало 6 — Иван Челяднин, Михаил и Дмитрий Булгаковы, Иван Пронский, Дмитрий Китаев и мурза Сивиндук, 2 было убито — Иван Темка-Ростовский и Андрей Оболенский-Пенинский, и только три спаслись — Григорий Челяднин-Давыдов, Никита Оболенский, Андрей Булгаков-Голица.
Вопреки существующим сегодня утверждениям о том, что Василий III объявил пленных умершими и отказался их выкупать, записи переговоров вплоть до конца 1530-х годов показывают, что русская дипломатия прикладывала немало усилий для выкупа, обмена или облегчения условий содержания пленников. Неоднократно предлагалась схема обмена «всех на всех», при том что русские войска за время войны вывели из Литвы более значительный полон. Тем не менее, Сигизмунд I категорически отказывался от какого-либо обмена. Челяднин умер в плену в 1516 году, а Булгаков-Голица вернулся домой глубоким стариком в 1552 году.

### Польско-литовские потери
Основные потери[сколько?] с польско-литовской стороны понесли хоругви польских добровольцев Яна Тарновского и отборный отряд придворных рыцарей Войцеха Самполинского, нанятых в Польше, Моравии и Силезии, которые были атакованы русским полком правой руки под командованием Булгакова-Голицы. Погибли некоторые[кто?][сколько?] знатные вельможи, о которых упоминают источники. От стрел и сабель погиб один из представителей знатного рода Зборовских Ян, копытами новгородских лошадей был затоптан барон Слупецкий.

## Последствия сражения под Оршей

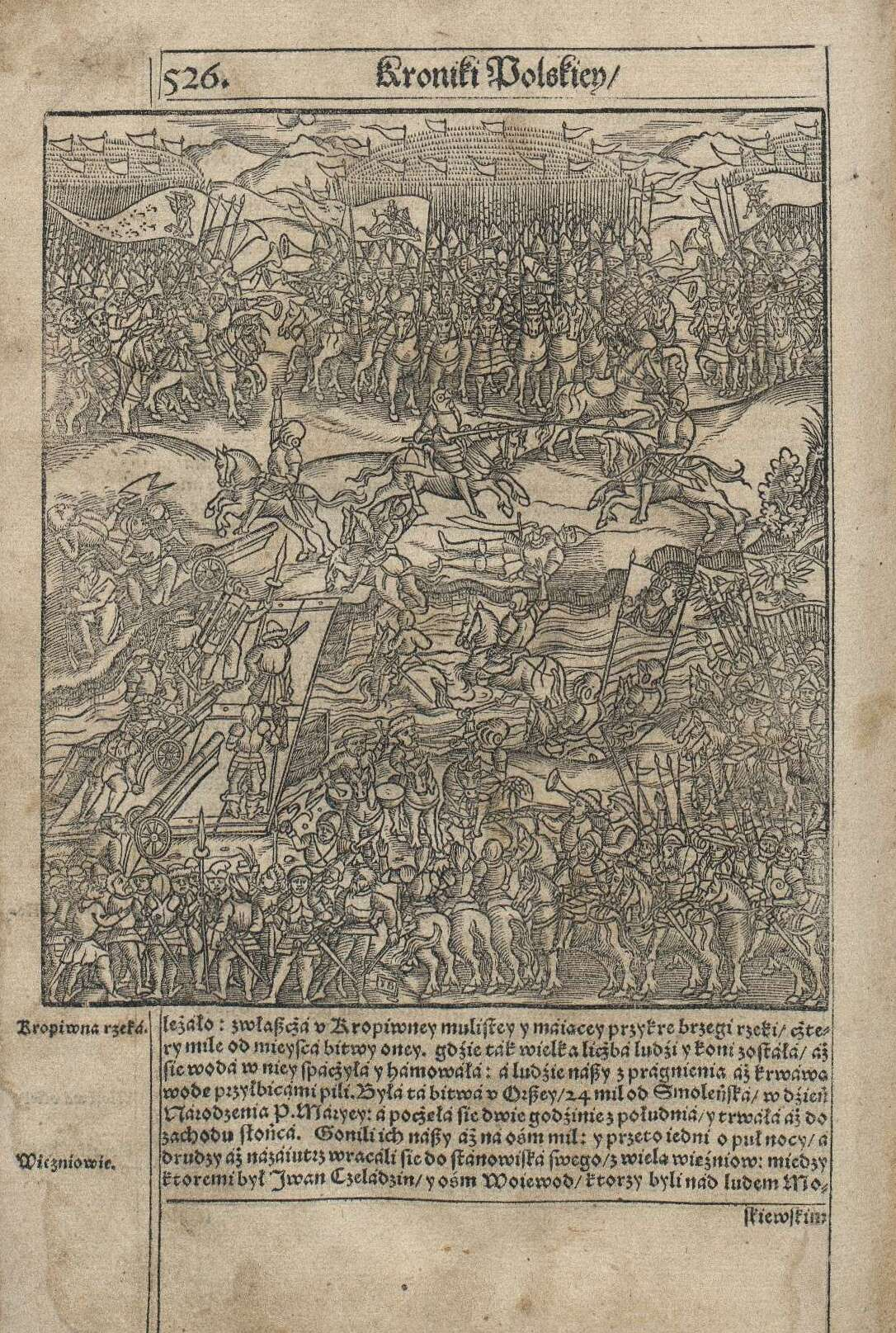
Изображение битвы под Оршей из "Kronika polska" 1597 г. Марцина Бельского

### Военные последствия
Русские войска после битвы отступили к Смоленску. Литовская армия начала возвращение занятых русскими городов — Друцка, Дубровны, Кричева, Мстиславля, в это же время гетман Острожский, получив от смоленского епископа Варсонофия известие о намерении горожан сдать Смоленск, подошёл к городу с 6-тысячным корпусом. Однако русские воеводы, оставленные для обороны Смоленска, раскрыли заговор и повесили заговорщиков, вместе с подарками Василия III по случаю сдачи города, на городских стенах ко времени подхода Острожского. Как писал русский историк Соловьёв, «Острожский посылал к смольнянам грамоты с увещаниями передаться Сигизмунду, тщетно делал приступы к городу: доброжелателей королевских не существовало более, и остальные граждане бились крепко; Острожский должен был отступить от Смоленска, русские ратные люди и горожане преследовали его и взяли много возов. Великий князь одобрил поведение Шуйского, прибавил ему войска и выступил из Дорогобужа в Москву». К Сигизмунду с письмом с просьбой о походе на Смоленск был отправлен Василий Ходыкин, о дальнейшей жизни которого сведений нет.
Оршанская битва имела несомненный тактический успех для войска короля Сигизмунда, однако в стратегическом плане имела ограниченное значение. Главной цели похода — возвращения Смоленска, обеспечить не удалось. Как писал имперский посол Герберштейн, «эта победа не дала королю ничего, кроме возвращения трёх крепостей по сю сторону Смоленска». Василий III только на несколько месяцев приостановил активные действия своих войск, приказав находиться в обороне. 28 января 1515 года псковский наместник Сабуров молниеносным набегом захватил Рославль. Князья Горбатый и Курбский ходили к Мстиславлю, Годунов — к Белой и Витебску. Весной 1515 года русские войска из Пскова сожгли Браслав и Друю, в ответ отряды ВКЛ во главе с киевским воеводой А. Немировичем и Е. Дашкевичем при поддержке крымских татар разорили Северскую землю. В том же году русские воеводы совершили рейд к Витебску и Полоцку, но у последнего были разбиты, в ответ Гаштольд совершил успешный рейд под Великие Луки. В 1517 году Острожский, выступив из Полоцка, двинулся опустошать Псковскую землю. Однако осада Опочки обернулась для него разгромным поражением, после которого он был вынужден бежать, оставив артиллерию и обоз. Н. М. Карамзин приводит слова летописца об этом, «Россияне загладили стыд Оршинской битвы, возложив на Константина знамение беглеца».

### Дипломатические последствия
При очевидных военных успехах армии Великого княжества Литовского основная цель кампании — возвращение Смоленска — не была достигнута, и этот город вместе с рядом других территорий (всего 23 тысячи км²) по договору 1522 года остался в составе Русского государства. В то же время дипломатия Ягеллонов умело использовала успех своих войск: была развёрнута широкая пропагандистская кампания, в ходе которой Сигизмунд в письмах к Папе Римскому и ряду европейских монархов представил сражение под Оршей в качестве эпической победы над восточными схизматиками, якобы являвшимися главной угрозой западному миру.
Созданный Василием III союз с Максимилианом I и Ливонской конфедерацией распался. По мнению Карамзина, причиной этому было нежелание Василия вернуть Смоленск и то, что Максимилиан опасался возвышения Русского государства. Историк Алексей Лобин указывает на то, что Максимилиан ещё до Оршанской битвы не выполнял взятые на себя обязательства по отвлечению польских войск и пытался переложить тяготы войны главным образом на Русское государство. В 1515 году на Венском конгрессе Ягеллоны и Габсбурги пришли к полному пониманию. Ливонская конфедерация на несколько лет попала под влияние Великого княжества Литовского. В Европе начал складываться негативный образ Русского государства. Эти изменения являются основным результатом сражения под Оршей.

## Память
Годовщина битвы ежегодно отмечается в Литве, Беларуси, Польше и Украине. Так, в 2014 году честь 500-летия битвы, в Литве и Украине были выпущены памятные монеты номиналом 50 литов и 5 гривен соответственно.